# Léon Foucault
Jean Bernard Léon Foucault (Língua francesa AFI: [ʒɑ̃ bɛʁnaʁ leɔ̃ fuko]) (Paris, 18 de setembro de 1819 — Paris, 11 de fevereiro de 1868) foi um físico e astrônomo francês.
É mais conhecido pela invenção do pêndulo de Foucault, um dispositivo que demonstra o efeito da rotação da Terra. Ele também fez uma medição inicial da velocidade da luz, descobriu as correntes de Foucault e, embora não o tenha inventado, é creditado por nomear o giroscópio. A cratera Foucault na Lua e o asteroide 5668 Foucault são assim chamados em sua homenagem.

## Primeiros anos
Foucault era filho de um editor de Paris, onde nasceu em 18 de setembro de 1819. Após receber a educação básica predominantemente em sua própria casa, ele estudou medicina, abandonando-a para se dedicar à física devido à aversão a sangue. Primeiro dedicou sua atenção para a melhoria das técnicas fotográficas de L. J. M. Daguerre. Durante três anos foi assistente experimental de Alfred Donné (1801-1878) em seu ciclo de palestras sobre anatomia microscópica.
Com Hippolyte Fizeau realizou uma série de investigações sobre a luz do Sol, comparando-a com a que é emitida pelo carbono na lâmpada de arco e pelo óxido de cálcio na chama de um maçarico de oxigênio e hidrogênio. Pesquisou também o fenômeno da interferência na radiação infravermelha, nos raios luminosos que percorrem caminhos óticos significativamente diferentes e na polarização da luz.

## Vida
Em 1850 Foucault fez um experimento com o aparelho de Fizeau-Foucault para medir a velocidade da luz, que veio a ser conhecida com o experimento de Foucault-Fizeau. Tal experimento foi visto como "o último prego do caixão" da teoria corpuscular da luz, de Newton, pois mostrou que a luz viaja mais lentamente na água que no ar.
Em 1851 fez a primeira demonstração experimental da rotação da Terra em torno seu eixo (ver Rotação da Terra). O experimento foi feito por meio da rotação do plano de oscilação de um pêndulo longo e pesado suspenso livremente, no Panteão de Paris. A experiência causou sensação em todas as teorias vigentes. No ano seguinte, utilizou (e nomeou) o giroscópio como a comprovação experimental conceitualmente mais simples. Em 1855, recebeu a Medalha Copley da Royal Society por "notáveis pesquisas experimentais" Pouco antes, no mesmo ano, foi nomeado physicien (físico) do Observatório Imperial de Paris.
Em setembro de 1855 descobriu que a força necessária para a rotação de um disco de cobre aumenta quando o disco gira com sua borda entre os polos de um ímã, ao mesmo tempo que o disco torna-se aquecido pelas "correntes de Foucault" induzidas no metal.

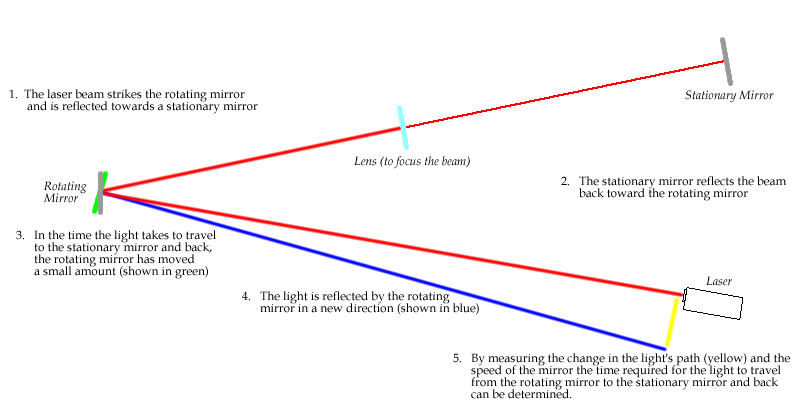
Diagrama de uma variante do experimento de Foucault sobre a velocidade da luz, em que um raio laser moderno é a fonte de luz.

Em 1857 Foucault inventou o polarizador que leva seu nome, e no ano seguinte criou um método para investigar espelhos de telescópios refletores, com o objetivo de determinar seu formato. O chamado "teste de Foucault" permite que o fabricante descubra se o espelho é perfeitamente esférico ou possui um desvio não-esférico, através da imagem formada pelo espelho. Antes de Foucault publicar suas descobertas, os testes de reflexão de espelhos de telescópios eram por “tentativas".
O teste de Foucault determina o formato de um espelho a partir dos comprimentos focais de suas áreas, comumente chamados de zonas e medidos a partir do centro do espelho. O teste concentra a luz de uma fonte puntiforme no centro de curvatura e reflete-a de volta para uma fenda. O teste permite ao usuário uma análise quantitativa da seção cônica do espelho, permitindo assim que ele avalie seu formato real, o que é necessário para obter-se um sistema óptico de boa qualidade. O teste de Foucault é utilizado até hoje, principalmente por amadores e pequenos fabricantes de telescópios comerciais, porque é barato e utiliza equipamentos simples e manuais.
Foi com o espelho rotativo de Charles Wheatstone que Foucault, em 1862, determinou a velocidade da luz como sendo igual a 298 mil km/s (cerca de 185 mil mi/s) – 10 mil km/s menor que a obtida pelos pesquisadores anteriores e apenas 0,6% menor que o valor atualmente aceito.

## Últimos anos
Nesse ano, Foucault foi eleito membro do Bureau des Longitudes e membro oficial da Légion d'Honneur. Em 1864, foi eleito membro da Royal Society de Londres, e em 1865 membro da parte mecânica do Instituto. Em 1865, apareceram artigos propondo uma modificação no governador centrífugo de Watt, que tinha sido estudado há algum tempo com o objetivo de tornar seu período de revolução constante, além de um novo aparelho para regular a luz elétrica. Nesse ano (Comptes Rendus LXIII), ele mostrou que, através da precipitação de um filme de prata fino e transparente sobre o lado externo da objetiva de vidro de um telescópio, o Sol pode ser observado sem causar danos aos olhos. Seus trabalhos científicos podem ser encontrados no Comptes Rendus, 1847-1869.

## Morte e homenagens

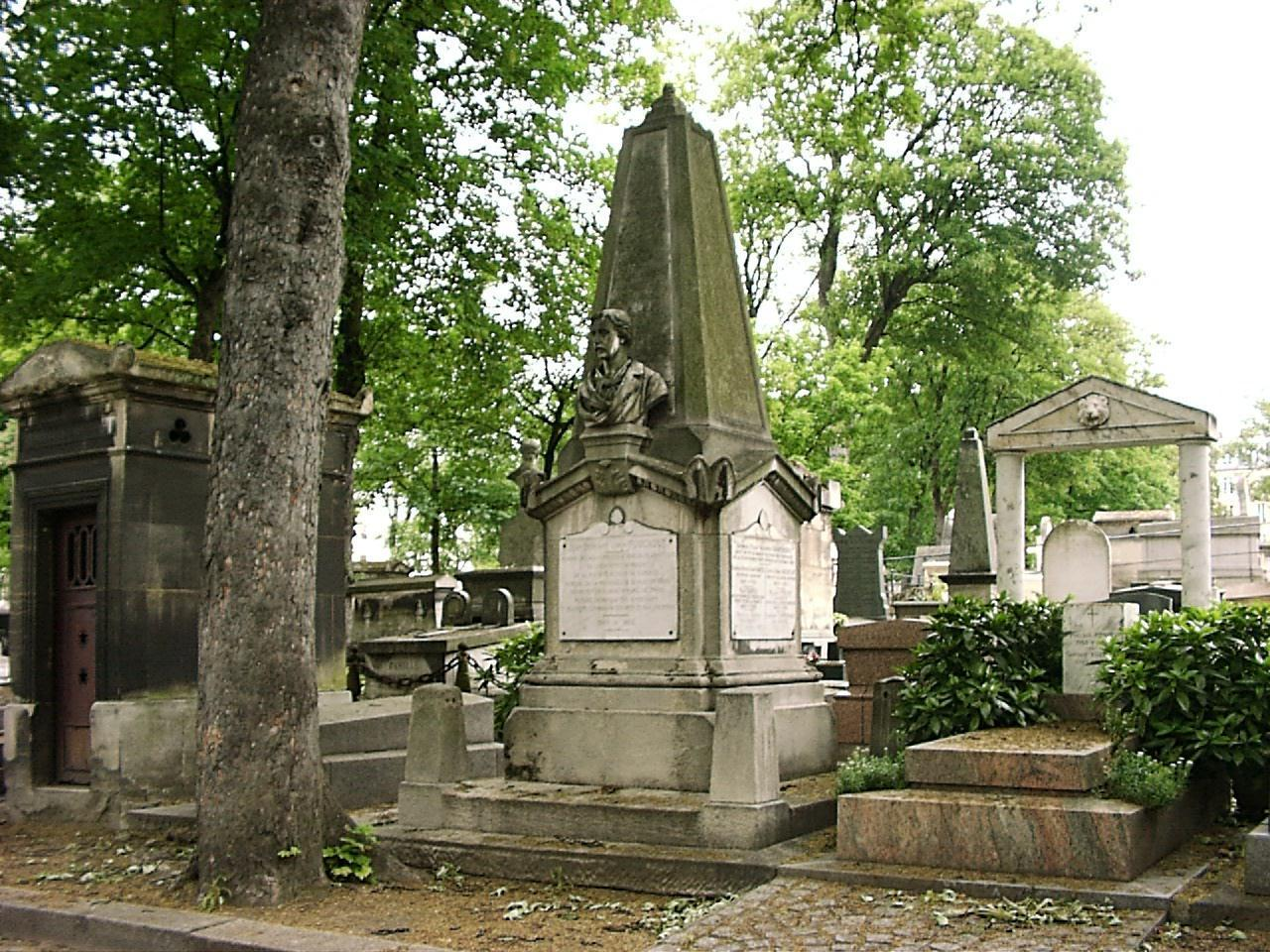
Túmulo de Jean Bernard Léon Foucault no cemitério de Montmartre.

Provavelmente Foucault morreu de esclerose múltipla rapidamente desenvolvida, em 11 de fevereiro de 1868, em Paris, e foi enterrado no Cemitério de Montmartre.
Em 18 de setembro de 2013 o Google o homenageou com um Doodle comemorativo.

## Publicações
- 1844-1845: Cours de microscopie complémentaire des études médicales. Anatomie microscopique et physiologie des fluides de l'économie, J.-B. Baillière (Paris), In-8: II-551 p. et atlas in-fol. online
- 1853: Sur les vitesses relatives de la lumière dans l'air et dans l'eau, [Tese de Física apresentada na Faculdade de Ciências de Paris], Bachelier (Paris), 1853 - 35 p., online.
- 1859: «Mémoire sur la construction des télescopes en verre argenté», in: Annales de l'Observatoire imperial de Paris , t. 5., Mallet-Bachelier (Paris), 1859, p. 197-237, online.
- 1863: Notice sur les travaux de M. Léon Foucault, Mallet-Bachelier (Paris), In-4 °: 37 p. – O livro pode ser consultado na biblioteca digital do SICD des universités de Strasbourg, online.
- 1878: Recueil des travaux scientifiques de Léon Foucault, Gauthier-Villars (Paris), 2 vol. in-4 ̊.
  - Volume 1 - Recueil des travaux scientifiques de Léon Foucault 1878.
  - Volume 2 - Recueil des travaux scientifiques de Léon Foucault 1878.
- 1913: Mesure de la vitesse de la lumière. Étude optique des surfaces. Mémoires de Léon Foucault, A. Colin (Paris), coleção Les Classiques de la science, In-16 : XI-123 p. – reeditado em 1922.
- 2001 (reeditado): Recueil des travaux scientifiques de Léon Foucault, Librairie scientifique et technique (Paris): xxviii + 592 + 18 p. et 19 p. de pl. (Fac-sim. de l'éd. de, Paris: Gauthier-Villars, 1878), ISBN 2-85367-214-X

## Trabalhos
- Foucault Disk - Interactive Java Tutorial Foucault criou este dispositivo mostrando como funcionam as correntes parasitas (National High Magnetic Field Laboratory)